# 투드왈 투드클러드
투드왈 투드클러드(웨일스어: Tudwal Tudclyd은 6세기 중엽 알트클리트의 왕으로 여겨지는 인물이다.
할리 족보서, 아돔나누스 히엔시스의 『콜룸바 성인전』, 그리고 『북방인의 계보』에 따르면 투드왈은 러데르흐 1세 하엘의 부친이라 하며, 아마 그 선왕이었을 것이다. 할리 족보서들은 투드왈이 클러녹의 아들이며 클러녹은 둠나괄 헨의 아들이라고 하는데 아마 클러녹이 투드왈의 선왕이었을 것이다.
작자 미상의 『너니아 주교의 기적』(8세기), 아엘레두스 리아에발렌시스의 『성자 니니안 전기』에 나오는, 남픽트인의 사도 성자 니니안과 동시대인이었다는 폭군이 투드왈일 가능성이 있다. 『기적』에서는 그 폭군의 이름을 투두아엘(Tuduael), 투우아헬(Thuuahel)이라고 기록했으며, 『전기』에서는 투드왈두스(Tudwaldus), 투두발루스(Tuduvallus)라고 기록했다. 그러나 역사학자 Alan MacQuarrie는 투드왈이 니니안과 동시대인이라면 니니안의 생몰연대에 관한 다른 증거들과 모순된다는 점을 지적했다.